# Virgil Solis

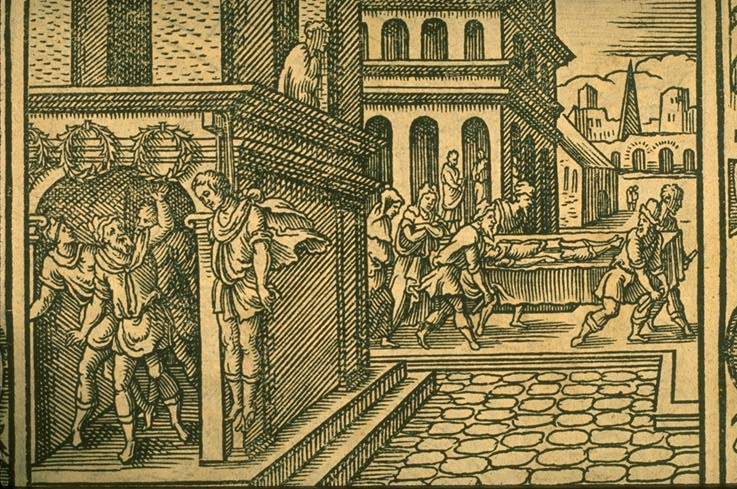
Ifis y Anaxáreta, ilustración para Las metamorfosis de Ovidio, 1581.

Virgil Solis (¿?, h. 1514-Núremberg, 1562) fue un grabador alemán del Renacimiento.
Fue posiblemente el grabador más prolífico de su época en la actual Alemania, gracias a un taller con ayudantes que produjo más de mil planchas. Muchas de ellas ostentan la firma del artista, pero no hizo todas personalmente y la firma debe tomarse solo como sello del taller.

## Vida y obra
Muy poco se sabe de sus orígenes y formación. Un retrato que le grabó Balthasar Jenichen el año de su muerte sitúa su nacimiento en 1514.
Su irrupción en el grabado se data hacia 1540. Su estilo, marcadamente decorativo, sintonizó con el Renacimiento en boga en Centroeuropa, que fusionaba temas y ornamentos de estirpe italiana con un gusto por lo abigarrado típicamente germánico. Su arte incorporó influencias de Durero, Sebald Beham y diversos artistas italianos y franceses. Aunque ello puede delatar una falta de creatividad, los críticos prefieren pensar que Solis optó por un estilo ecléctico con fines comerciales.

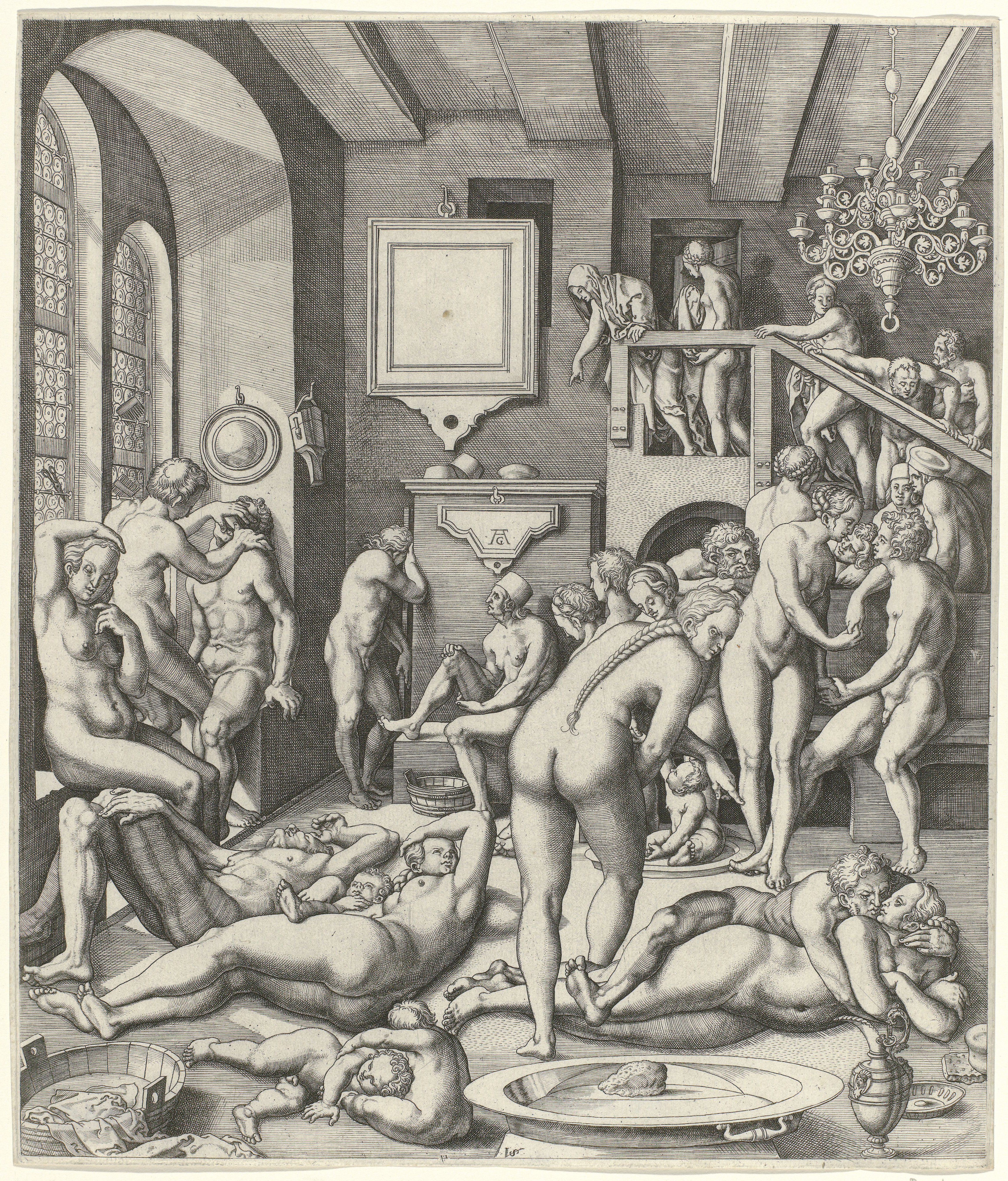
Casa de baños, grabado de Solis conservado en la Albertina de Viena.

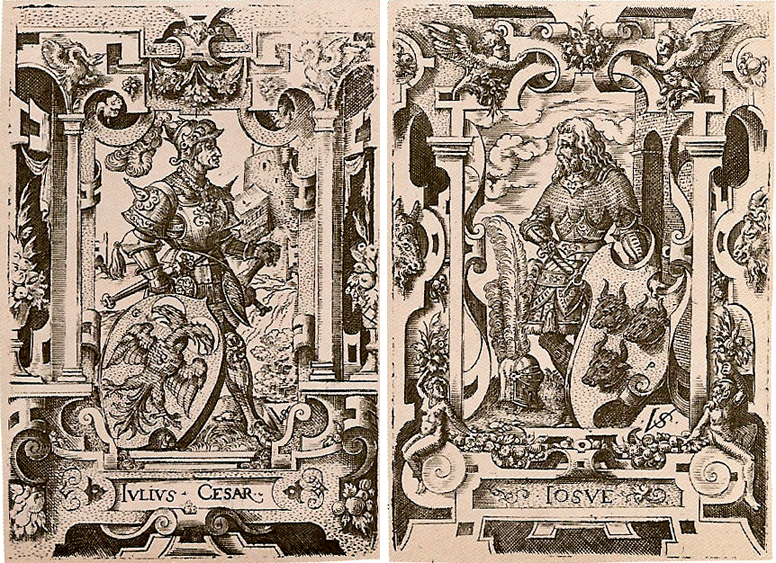
Julio César y Josué, dos grabados de la serie de Los nueve dignos.

La producción de Solis es amplísima; tan sólo las planchas sueltas superan el millar. Casi la mitad de ellas son detalles ornamentales, como composiciones con elementos vegetales y arquitecturas, guirnaldas, emblemas y armas, etc. Estos diseños fueron reutilizados como modelos por infinidad de artesanos: ilustradores, ebanistas, damasquinadores, etc. Han sido recogidos en tres tomos de los catálogos “Hollstein”, y quedan por catalogar sus numerosas ilustraciones para libros. 
Su actividad en el ámbito editorial incluye ilustraciones para una Biblia luterana y para ediciones de Ovidio. Algunas series se singularizan porque las imágenes son diminutas y van rodeadas de complicados marcos que recrean arquitecturas y arabescos de orfebrería. Este es el caso de una serie sobre Los nueve dignos, monarcas europeos, que incluía a Héctor de Troya, Julio César, Josué y Carlomagno.
Aunque muchísimas de sus planchas ostentan su firma en forma de iniciales “V S” unidas, ello no garantiza la autoría, ya que Solis organizó un activo taller que acostumbró a incluir la firma como sello de origen. Se cree que sus series más tempranas son autógrafas, y que en sus últimos años, la participación del taller fue mayoritaria. La calidad de las planchas fluctúa mucho por esta razón.
Virgil Solis murió en Núremberg, en 1562. Su taller pasó a manos del también grabador Balthasar Jenichen, quien se casó con su viuda.